# Дюнан, Марсель
Марсель Дюнан (1 января 1885, V округ Парижа — 7 октября 1978, XV округ Парижа) — французский историк.
Учился в Высшей нормальной школе. Был профессором истории Революции и Империи в Сорбонне с 1946 по 1955 год, а также директором Института истории Французской революции. Он был избран членом Академии моральных и политических наук в 1947 году.
С 1947 по 1974 год был президентом Наполеоновского института.

## Основные публикации
- L'Été bulgare, notes d’un témoin, juillet-octobre 1915 (1917)
- Saisons (1919)
- L’Autriche (1921), Монтионовская премия Французской академии 1922 года
- Le Drame balkanique de 1915. L’Automne serbe. Notes d’un témoin. (1932)
- Napoléon et l’Allemagne, le système continental et les débuts du royaume de Bavière 1806—1810 (1942), премия Дюшон-Луве[фр.] Французской академии
- Histoire universelle, publiée sous la direction de Marcel Dunan (1960)

В качестве редактора
- Las Cases: Le Mémorial de Sainte-Hélène (2 тома, 1951)

Переводы
- Raoul Auernheimer : Le Marchand de secrets (1924)
- Paul Zifferer : La Ville impériale (1924)
- Leo Stein et Belá Jenbach : La Mazourka bleue, opérette en trois actes (1929)